# Kadłub
Kadłub – część konstrukcji łącząca pozostałe części, zespoły i podzespoły wchodzące w skład tej konstrukcji.
Kadłub utrzymuje pozostałe części w określonym wzajemnym położeniu oraz przejmuje obciążenia działające na te części. Stanowi też osłonę chroniącą przed wpływami otoczenia. Małe kadłuby są nazywane korpusami.